# إنباء الغمر بأبناء العمر
إنباء الغمر بأبناء العمر هو مؤلف ضخم يقع في حوالي ألف صفحة كبيرة ألفه شهاب الدين أحمد بن علي بن محمد بن علي بن محمود بن أحمد ابن حجر العسقلاني، حيث يتبع نظام الحوليات والشهور والأيام في تدوين الحوادث، ثم يتبع حوادث كل سنة بأعيان الوفيات، وقد أفاض في ذكر ما يتعلق بمصر من هذه الحوادث، وهو يتناول الأحداث التي وقعت بين سنة (773- 850).
قال الحافظ ابن حجر متحدثا عن كتابه :
| إنباء الغمر بأبناء العمر | هذا تعليق جمعت فيه حوادث الزمان الذي أدركته منذ مولدي سنة ثلاث وسبعين وسبعمائة وهلم جرا مفصلا في كل سنة أحوال الدول عن وفيات الأعيان مستوعبا لرواة الحديث خصوصا من لقيته أو أجاز لي وغالب ما أورد فيه ما شاهدته أو تلقفته ممن أرجع إليه أو وجدته بخط من أثق به من مشايخي ورفقتي | إنباء الغمر بأبناء العمر |